# Kolbäcksvägen

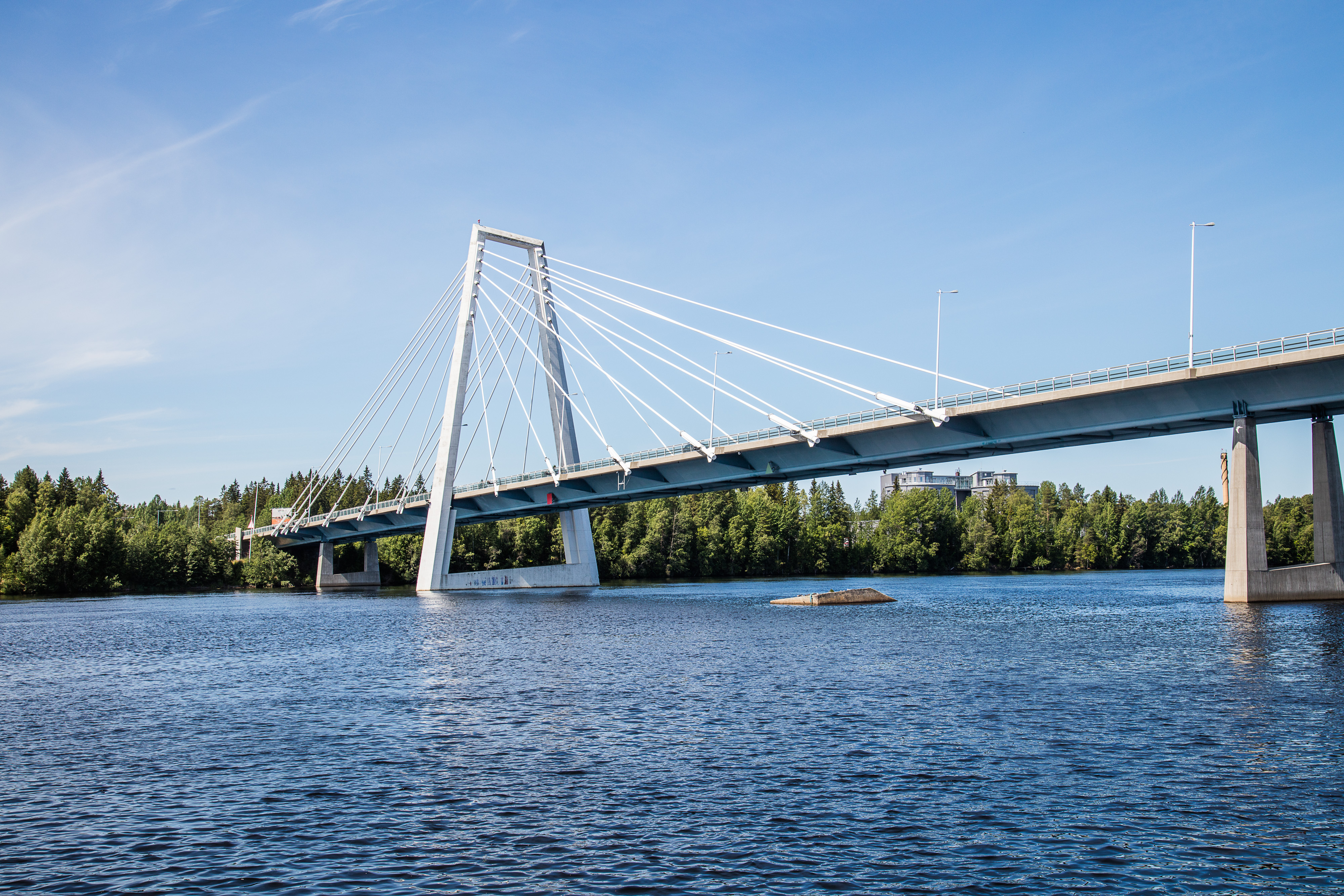
Kolbäcksbron.

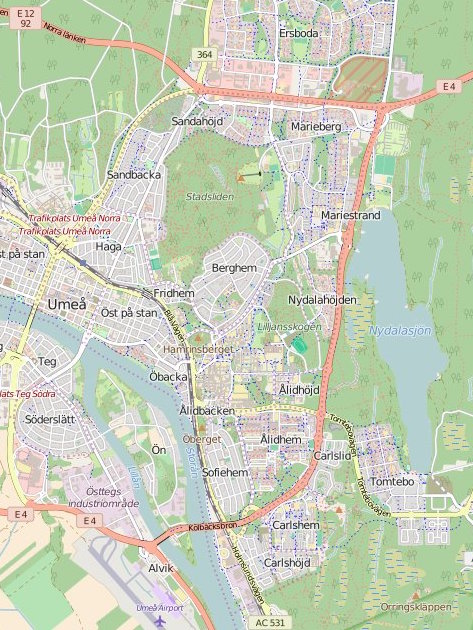
Kolbäcksvägen på OpenStreetMap.

Kolbäcksvägen är en av Umeås längsta gator, och sträcker sig 9 km i nord-sydlig riktning mellan stadsdelen Östra Ersboda i norr och Kolbäcksbron i sydväst. Större delen av sträckningen är vägen – under namnet Kolbäcksleden – såväl E12:s som E4:s genomfart i Umeå. Den har sitt namn från (den i stor utsträckning kulverterade) Kolbäcken, som är Nydalasjöns utlopp och som mynnar i Umeälven nära Kolbäcksbron.
Från norr till söder passerar vägen stadsdelarna Mariestrand och Nydalahöjd, följer Nydalasjön, fortsätter mellan stadsdelarna Ålidhem-Sofiehem och Carlslid-Carlshem-Gimonäs och vidare på Kolbäcksbron över Umeälven till flygplatsområdet vid Alvik på Teg, där E-vägarna delar sig igen: E12 österut längs Obbolavägen, E4 söderut mot Söderslätt. 

## Bakgrund

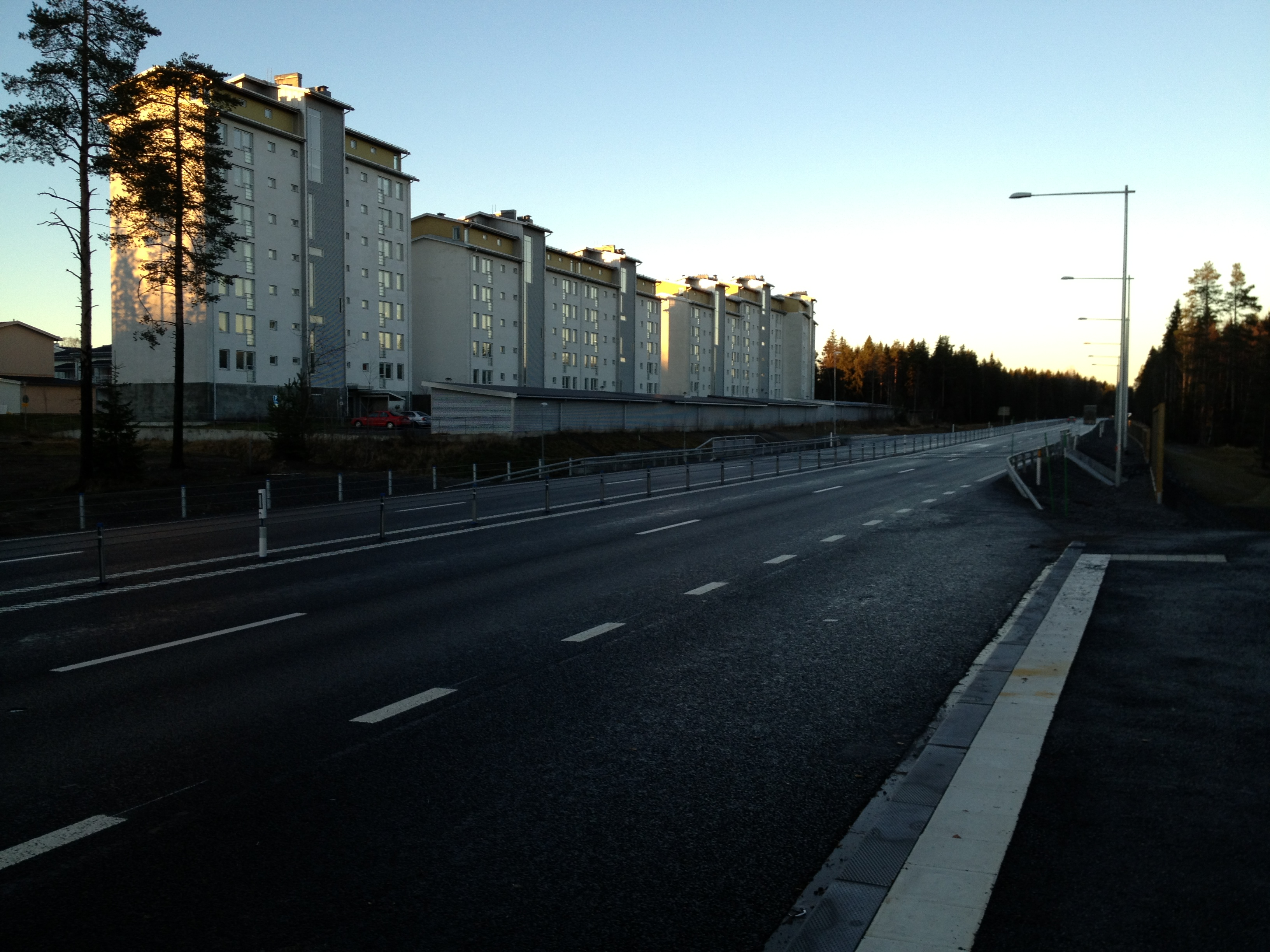
Kolbäcksvägen norrut, i höjd med Mariestrand.

Kolbäcksvägen utgör den Östra länken i det så kallade Umeåprojektet, som inleddes av Umeå kommun och Vägverket redan på 1980-talet med ambitionen att minska genomfartstrafiken i centrala Umeå, där E4 sedan 1960-talet passerat via Västra Esplanaden. Några milstolpar i processen har varit bygget av Kolbäcksbron  åren 1998–2001, och Vägverkets övertagande av ansvaret för vägen år 2005.
Sommaren 2012 påbörjades ombyggnaden av Kolbäcksvägen från stadsgata till mötesfri 2+2-väg, med en planskild korsning, fem cirkulationsplatser, två vägbroar och fyra gång- och cykelportar. Både Östra och Norra länken invigdes 6 oktober 2012.